# Léon Mathot

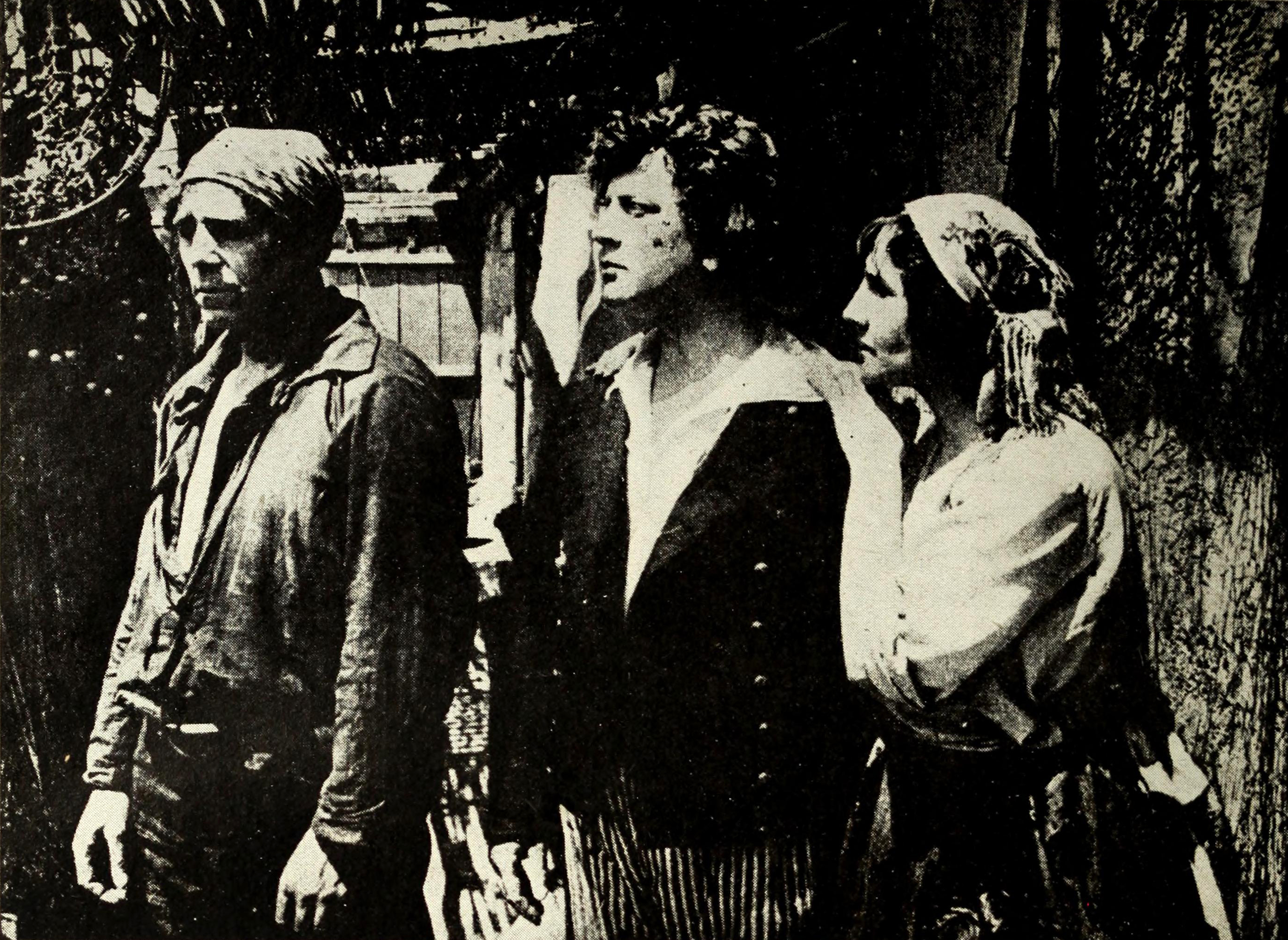
Léon Mathot als Edmond Dantès in Der Graf von Monte Christo in einer Verfilmung (1917/18) des beliebten Abenteuerstoffs von Alexandre Dumas

Léon Mathot, geboren als Léon Désiré Joseph Tricnon, (* 6. März 1885 in Roubaix, Frankreich; † 6. März 1968 in Paris) war ein belgisch-französischer Filmschauspieler und Filmregisseur.

## Leben und Wirken
Der in der französischen Grenzstadt Roubaix als Sohn belgischer Eltern geborene Léon Désiré Joseph Tricnon wurde am 17. August 1887 in „Léon Mathot“ umbenannt. In Lüttich, der Heimatstadt seiner Eltern, besuchte er das Konservatorium und begann in Lyon und Brüssel Theater zu spielen. 1906 übersiedelte Léon Mathot nach Paris. Dort knüpfte er augenblicklich Kontakt zur kaum entwickelten Kinematographie und wurde von der Filmproduktionsfirma Pathé als Statist und Kleindarsteller eingesetzt. In den Jahren kurz vor und während des Ersten Weltkriegs avancierte er zu einem populären Interpreten des französischen Kinos. Mehrfach wurde Mathot in Filmreihen eingesetzt, so beispielsweise 1917 als Graf von Monte Christo in einer Verfilmung (1917/18) des beliebten Abenteuerstoffs von Alexandre Dumas. In den Kriegsjahren besetzte ihn der Regisseur Abel Gance mehrfach.
Ab 1928 kehrte Léon Mathot der Schauspielerei weitestgehend den Rücken zu und widmete sich fortan der Filmregie, allerdings ohne, dass irgendeiner seiner Inszenierungen jemals künstlerische Bedeutung erlangte. 1939 sah man Mathot das letzte Mal als Schauspieler: In dem Propaganda-Drama „Deuxième Bureau contre Kommandantur“ spielte Mathot die Hauptrolle des Geistlichen Abbé Gaillard, der sich im Jahre 1917 aus patriotischen Gründen als Agent der Franzosen im Kampf gegen deutsche Militärs verdingt. Léon Mathots Inszenierungen – Literaturadaptionen, Melodramen, antideutsche Pamphlete, Abenteuergeschichten und Dramen mit exotischem Hintergrund – sind heute komplett in Vergessenheit geraten.
Léon Mathot war von 1938 bis 1959 Vizepräsident und von 1959 bis 1967 Präsident der Cinémathèque française.

## Filmografie
als Schauspieler
- 1906: La Course à la perruque
- 1911: Gontran champion du monde
- 1912: Gontran charmeur
- 1912: Joachim Goëthal et le secret de l’acier
- 1912: Les rivaux d’Arnheim
- 1913: La course à la perruque
- 1913: Les rivaux d’Harlem
- 1913: Le secret de l’acier
- 1913: Le foulard jaune
- 1914: Le pont fatal
- 1915: Fioritures
- 1916: Les écrits restent
- 1916: Barberousse
- 1916: La zone de la mort
- 1916: Les gaz mortels
- 1917: Son héros
- 1917: Les faussaires
- 1917–18: Le comte de Monte-Christo (15 Teile)
- 1918: La maison d’argile
- 1918: La course au flambeau
- 1919: Travail
- 1920: L’ami Fritz
- 1921: Blanchette
- 1921: L’empereur des pauvres
- 1921: L’empire du diamant
- 1921: Le démon de la haine
- 1922: Jean d’Agrève
- 1922: Être ou ne pas être
- 1923: Vent debout
- 1923: L’auberge rouge
- 1923: Treues Herz (Cœur fidèle)
- 1924: Mon oncle Benjamin
- 1924: La nuit de la revanche
- 1924: Le diable dans la ville
- 1925: Der Maler und sein Modell (Le mariage de Paris)
- 1926: La blessure
- 1926: Yasmina
- 1927: Le puits de Jacob
- 1927: Rue de la paix
- 1928: Die Rache des Araberfürsten (Dans l’ombre du harem)
- 1929: L’apassionata
- 1930: La maison de la flèche
- 1931: Passeport 13.444
- 1939: Deuxième bureau contre Kommandantur

als Regisseur:
- 1927: Celle qui domine
- 1928: Die Rache des Araberfürsten (Dans l’ombre du harem)
- 1929: L’apassionata
- 1930: L’instinct
- 1930: Le refuge
- 1931: Passeport 13.444
- 1931: La bande à Bouboule
- 1932: Embrassez moi
- 1933: Bouboule premier, roi nègre
- 1933: Nu comme un ver
- 1934: Le comte Obligado
- 1935: La Mascotte
- 1936: Les loups entre eux
- 1936: L’ange du foyer
- 1936: L’homme à abattre
- 1937: Aloha, le chant des îles
- 1937: Chéri-Bibi
- 1938: Le révolté
- 1939: Le bois sacré
- 1939: Rappel immédiat
- 1940: Le collier de Chanvre
- 1941: Fromont jeune et Risler Aîné
- 1941: Cartacalha, reine des gitans
- 1942: Forte tête
- 1942: L’homme sans nom
- 1945: La route du bagne
- 1945: Nuits d’alerte
- 1946: La dernière chevauchée
- 1946: L’homme aux mains d’argile
- 1947: Le dolmen tragique
- 1948: Die Tänzerin von Marrakesch (La danseuse de Marrakech)
- 1952: Mon gosse de père